# Де ла Пенья, Луис
Луис Фернандо де ла Пенья-Ауэрбах, более известный как Луис де ла Пенья (род. 23 июля 1931, Мехико) — мексиканский физик. Он является исследователем Института физики и профессором факультета наук Национального автономного университета Мексики, также является членом Научного консультативного совета Президиума Мексики.
Он окончил Высшую школу механики и электротехники при Национальном политехническом институте и начал свою профессиональную деятельность в качестве дизайнера аудиосистем. В 1954 году он стал профессором Высшей школы механики, а с 1958 года начал работать в Национальном автономном университете. Он защитил докторскую диссертацию в 1964 году под руководством Арсения Соколова в Московском государственном университете в СССР.
Он наиболее известен своим вкладом в области стохастической электродинамики. В 2002 году он был удостоен Национальной премии в области искусств и наук в сфере физики, математики и естественных наук.
Автор более 100 научных статей в рецензируемых международных журналах, а также десятка научных книг.
Жена Луиса, Анна Мария Кетто, также физик, пара издала ряд научных трудов в соавторстве.

## Труды
Статьи
- Avendano J, de la Peña L. Reordering of the ridge patterns of a stochastic electromagnetic field by diffraction due to an ideal slit. PHYSICAL REVIEW E 72 (6): Art. No. 066605 Part 2 DEC 2005
- de la Peña L, Cetto AM. Planck’s law as a consequence of the zeropoint radiation field REVISTA MEXICANA DE FÍSICA 48: 1-8 Suppl. 1 SEP 2002
- de la Peña L, Cetto AM. Quantum theory and linear stochastic electrodynamics. FOUNDATIONS OF PHYSICS 31 (12): 1703—1731 DEC 2001
- de la Peña L, Cetto AM. Estimate of Planck’s constant from an electromagnetic Mach principle. FOUNDATIONS OF PHYSICS LETTERS 10 (6): 591—598 DEC 1997
- de la Peña L, Cetto AM. Does Quantum Mechanics accept a Stochastic Support. FOUNDATIONS OF PHYSICS Vol.12, No.10., October, 1982
- de la Peña L. A Simple Derivation of the Schrödinger Equation From the Theory of Markov processes (англ.) // Physics Letters A : journal. — 1967. — Vol. 24, no. 11. — P. 603—604. — ISSN 03759601. — doi:10.1016/0375-9601(67)90639-1. — Bibcode: 1967PhLA...24..603D.

Книги
- Luis de la Peña, Ana María Cetto, Andrea Valdés-Hernández. The Emerging Quantum: The Physics Behind Quantum Mechanics (англ.). — Springer, 2016. — ISBN 978-3-319-34792-9. — doi:10.1007/978-3-319-07893-9.
- Luis de la Peña, Ana María Cetto. The Quantum Dice: An Introduction to Stochastic Electrodynamics (англ.) / van der Merwe, Alwyn[англ.]. — Dordrecht; Boston; London: Kluwer Academic Publishers, 1996. — ISBN 0-7923-3818-9. — doi:10.1007/978-94-015-8723-5.
- Peña, Luis de la. Albert Einstein: Navegante solitario, Mexico : Sep : Fondo de Cultura Económica, c1987
- Peña, Luis de la. Cien años en la vida de la luz. México: SEP, 2004
- Ciencias de la materia : génesis y evolución de sus conceptos fundamentales / por Ignacio Campos … [et al.]; coord. por Luis de la Peña: UNAM, Centro de Investigaciones Interdisciplinarias en Ciencias y Humanidades : Siglo XXI, 1998
- Peña, Luis de la. Introducción a la mecánica cuántica. Mexico : UNAM, Facultad de Ciencias, 1977
- Brody, Thomas. The philosophy behind physics / Thomas Brody; ed. by Luis de la Peña and Peter e. Hodgson. Berlin: Springer, 1993
- Peña, Luis de la y Villavicencio, Mirna. Problemas y ejercicios de mecánica cuántica. Mexico, D. F. : Fondo de Cultura Económica : UNAM, 2003